# 昆桑·乔登
昆桑·乔登（又译“昆桑·秋殿”；1952年出生）是一位不丹作家。她是不丹首位用英语创作小说的女性。
乔登出生于布姆唐宗，父母是封建地主。九岁时，父亲将她送往印度求学，她在那里学会了英语。她拥有德里英迪拉普拉斯塔学院的心理学荣誉学士学位，以及内布拉斯加大学林肯分校的社会学学士学位。她曾任职于不丹联合国开发计划署，目前与瑞士籍丈夫定居廷布。
其首部小说《业报轮回》于2005年由祖班出版社出版。故事背景设定在1950年代——不丹帝国管制现代化初期。主人公是一位担任筑路工的不丹女性，她被迫同时应对前现代不丹传统束缚性的性别角色，以及随着男性获得经济自由而滋生的新型性别歧视。小说也有情节发生在印度北部。
2012年，乔登与家人在廷布创立了日扬出版社。
2020年COVID-19疫情期间，乔登担任电影制作人的女儿德钦·罗达录制了母亲朗读故事的视频，发布于YouTube平台，供封锁期间居家隔离的儿童观看。

## 作品列表
- 《不丹民间故事》（1994）ISBN 974-8495-96-5
- 《不丹雪人传说》（1997）ISBN 1-879155-83-4
- 《达瓦：一只不丹流浪犬》（2004）ISBN 99936-644-0-5
- 《业报轮回》（2005）ISBN 81-86706-79-8
- 《辣椒与奶酪：不丹的饮食与社会》（2008）ISBN 978-974-480-118-0
- 《色彩故事集》（2009）ISBN 978-81-89884-62-8
- 《燃烧之湖：门巴措》（2012）ISBN 9993689912